# جزر أجرد
جزر أجرد (الاسم العلمي:Daucus glaberrimus) هو نوع غير مؤكد من النباتات يتبع جنس الجزر من الفصيلة الخيمية.